# Les Léopards de Churchill
Pour plus de détails, voir Fiche technique et Distribution.
Les Léopards de Churchill (I Leopardi di Churchill) est un film de guerre italo-espagnol sorti en 1970, réalisé par Maurizio Pradeaux.

## Synopsis
Un commando britannique se rend en France occupée pour faire sauter un barrage, en vue du débarquement de Normandie. Un officier britannique (Richard Harrison) lui apporte son soutien en se faisant passer pour son jumeau engagé dans le camp nazi et récemment assassiné dans une garnison allemande. Mais le commandant allemand (Klaus Kinski) commence à nourrir des soupçons.

## Fiche technique
- Titre français : Les Léopards de Churchill
- Titre original italien : I Leopardi di Churchill
- Réalisation : Maurizio Pradeaux
- Scénario : Maurizio Pradeaux, Arpad De Riso, Federico De Urrutia
- Musique : Franco Salina, sous la direction de Vasili Kojucharov
- Production : Roberto Capitani, Marcello Ciriaci pour SAP Cinematografica, Aitor Film
- Photographie : Miguel F. Mila
- Montage : Enzo Alabiso
- Décors : Mimmo Scavia
- Costumes : Mimmo Scavia
- Maquillage : Gloria Granati
- Pays de production :  Italie,  Espagne
- Genre : film de guerre
- Durée : 85 minutes
- Année de sortie : 1970
- Langue : italien
- Format d'image : 1,85 : 1
- Distribution en Italie : Jumbo Cinematografica
- Date de sortie en salle en France : 19 janvier 1972[1]

## Distribution
- Richard Harrison : lieutenant Richard Benson / lieutenant Hans Müller
- Klaus Kinski : capitaine SS Holtz
- Pilar Velázquez : Élise
- Giacomo Rossi Stuart : major Powell
- Antonio Casas : La Tulipe
- Helga Liné : Marlene Schummann
- Frank Braña : François Le Duc
- Angela Covello : Annie, une résistante
- Claudio Biava : sergent anglais
- Max Dean : Maxim
- Herbert Andress : officier allemand
- Augusto Funari : Michel, un résistant
- John Frederick : colonel allemand
- Freddy Unger : un parachutiste anglais
- Furio Pellerani : moine
- Omero Gargano : sergent Kauffmann
- Sergio Doria
- Bruno Erba
- Giovanni De Angelis
- Franco Marletta
- Pelio Quaglia